# رحم‌لوله‌نگاری

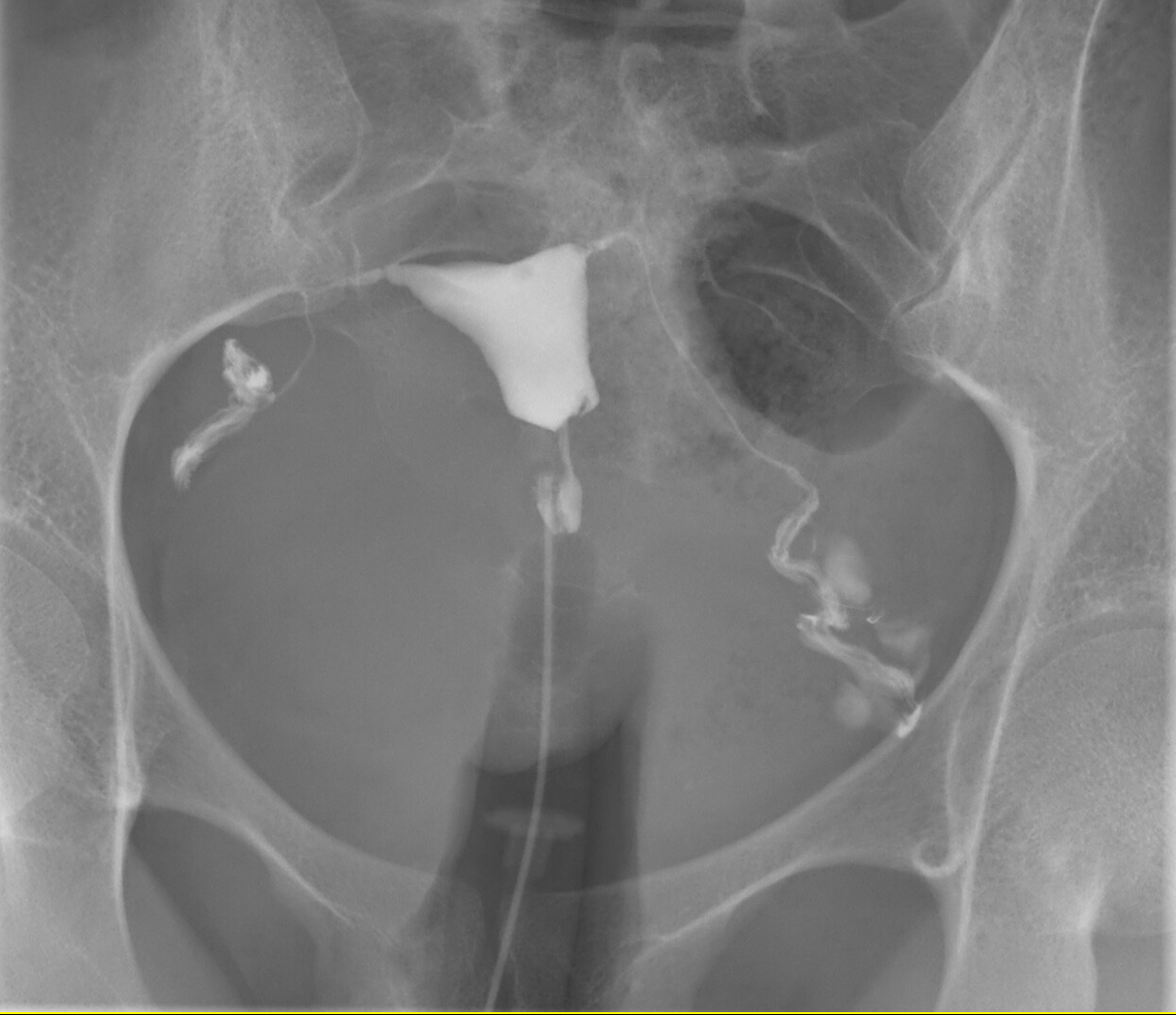
یک هیستروسالپینگوگرام طبیعی - کاتتر ورودی در پایین صفحه قرار دارد و حفره رحم (مثلث کوچک در مرکز) پر از ماده کنتراست است.

پرتونگاری از لوله‌های رحمی به‌وسیلهٔ تزریق ماده حاجب به درون رحم را رحم‌لوله‌نگاری یا هیستروسالپینگوگرافی (انگلیسی: Hysterosalpingography؛ مخفف HSG) می‌گویند.
رحم‌لوله‌نگاری یک روش تصویربرداری پزشکی است که برای مطالعه رحم و لوله‌های رحمی کاربرد دارد. در این روش معمولاً پس از تزریق ماده حاجب به داخل رحم از طریق ورود کاتتر به گردن رحم از آن کلیشه پرتونگاری برداشته می‌شود.
این روش در تشخیص ناهنجاری‌های رحمی مانند سندرم آشرمن و انسداد لوله‌های رحمی و همچنین بیماری التهابی لگن کاربرد دارد.

## فرایند
این اقدام باید در مرحله فولیکولار چرخه قاعدگی انجام شود. در این روش از پرتو ایکس استفاده می‌شود و در زمان بارداری ممنوع است. اگر لوله‌های فالوپ باز باشند، کنتراست لوله‌ها را پر می‌کند و به داخل حفره شکمی می‌ریزد. با دیدن تصویر می‌توان تعیین کرد که لوله‌های فالوپ باز یا مسدود شده‌اند و اینکه انسداد در محل اتصال لوله و رحم قرار دارد یا در انتهای لوله رحم.
از آنجایی که پرتونگاری می‌تواند دردناک باشد، با تجویز مسکن قبل یا پس از انجام آزمایش درد را کاهش می‌دهند، همچنین بسیاری از پزشکان با تجویز آنتی‌بیوتیک خطر عفونت را کاهش می‌دهند.